# 21725 Чжун'юечень
21725 Чжун'юечень (21725 Zhongyuechen) — астероїд головного поясу, відкритий 9 вересня 1999 року.
Тіссеранів параметр щодо Юпітера — 3,231.